# کالای
کالای (به لاتین: Calai) یک منطقهٔ مسکونی در آنگولا است که در استان کواندو کوبانگو واقع شده‌است. کالای ۲۲٬۶۵۴ نفر جمعیت دارد.